# Leioproctus semicyaneus
Leioproctus semicyaneus är en biart som först beskrevs av Maximilian Spinola 1851.  Leioproctus semicyaneus ingår i släktet Leioproctus och familjen korttungebin. Inga underarter finns listade i Catalogue of Life.

## Bildgalleri